# Tiazina
Las tiazinas son compuestos químicos orgánicos que contienen un anillo de cuatro átomos de carbono, un nitrógeno y un azufre. Desde el punto de vista químico se consideran un derivado tiano de la azina.
El compuesto más representativo del grupo es la 4H-1,4-tiazina, conocida simplemente como tiazina.
Entre los compuestos químicos que contienen el anillo tiazina se encuentran colorantes, tranquilizantes e insecticidas.